# Talajvédelmi terv
A talajvédelmi terv egy speciális szakértői munka eredménye, ami termőföldön folytatott beruházói és egyéb tevékenységek hatósági megalapozását szolgálja. Mind a talajvédelmi terv készítésének szabályai, mind az ilyen tervezői jogosultság szigorú szabályokhoz kötött.
Talajvédelmi tervet csak regisztrált talajvédelmi szakértő készíthet. A talajvédelmi tervek csak mezőgazdasági területként nyilvántartott területekre készülhetnek, és olyan dokumentumok, amelyek a vármegyei talajvédelmi hatóságok döntéshozatalához szükségesek.

## Meghatározása
A termőföld védelméről szóló 2007. évi CXXIX. törvény III. fejezete foglalkozik konkrétan a termőföld minőségi védelmével. A törvény szerint a mindenkori állam a talajvédelmi feladatokat a talajvédelmi hatóság által látja el. A törvény fogalommeghatározása között szerepel a talajvédelmi terv fogalma, miszerint ez: „a talajvédelmi hatósági eljárásokat megalapozó szakanyag...”. A talajvédelmi tervek tehát olyan szakmai dokumentációk, amelyeket a kormányhivatali rendszerben működő, vármegyei szinten megtalálható növény- és talajvédelmi osztályokra kell benyújtani, és itt történik az elbírálásuk. Ezek alapján a befogadó hatóság engedélyeket, vagy szakhatósági állásfoglalásokat, bizonyos esetekben szakkérdés nyilatkozatot tesz más, a kormányhivatalon belüli hatóság engedélyezési eljárásához kapcsolódóan. 

## Készítése
A talajvédelmi szakértői tevékenység folytatásának részletes feltételeiről szóló 181/2009. (XII. 30.) FVM rendelet szabályozza, hogy ki készíthet talajvédelmi tervet. Csak a NÉBIH-nél történő regisztrációt követően kaphat bárki ilyen jogosultságot. Talajvédelmi szakértői tevékenységet olyan szakember végezhet, aki rendelkezik a megfelelő agrár (kertész) alapvégzettséggel, valamint egyéb felsőfokú szakmai végzettséggel (jellemzően talajtani szakmérnök végzettség), valamint megfelelő idejű szakmai gyakorlatot is tudja igazolni. A talajvédelmi szakértői nyilvántartást a NÉBIH vezeti. A talajvédelmi hatósághoz beérkező talajvédelmi tervek hatósági ellenőrzése során minden esetben megtörténik annak ellenőrzése, hogy megfelelő szakértői regisztrációval rendelkezik-e a terv készítője. 

## Formai és szakmai követelmények
A talajvédelmi tervek szakmai és formai követelményeit a talajvédelmi terv készítésének részletes szabályairól szóló 90/2008. (VII. 18.) FVM rendelet szabályozza. E jogszabályban részletesen ismertetésre kerülnek az egyes tervtípusok, valamint az ezekhez kapcsolódó követelmények. A talajvédelmi tervek készítésénél szinte minden esetben szemlét is tart a szakértő, ahol a jogszabályban leírt metodika szerint és mennyiségben talajmintavétel is történik. A talajminták bevizsgálását a szakértő végezteti el egy olyan talajtani-talajvédelmi laboratóriummal, amely az adott vizsgálatra akkreditált. Tehát elmondható, hogy a talajvédelmi terv csak akkreditált laboratóriumban elvégzett vizsgálati eredményeken alapul. A talajvédelmi terv részét képezi az eredeti laboratóriumi vizsgálati eredmény. 

## Helyszín
Fontos kérdés, hogy hol található az a tervezett beruházás, amire engedélyt szeretne kérni a beruházó, vagy magánszemély, mivel talajvédelmi tervek csak az ingatlan-nyilvántartás szerint mezőgazdasági területként nyilvántartott területekre vonatkozóan készülnek (szántó, rét, legelő, gyümölcsös, szőlő, fásított terület, nádas). Így hatósághoz beérkezett kérelem esetében a talajvédelmi hatóság folyamatosan, a teljes eljárás alatt vizsgálja a hatáskörét.

## Talajvédelmi tervtípusok
- Humuszmentési talajvédelmi terv. A 400 m2-t meghaladó végleges más célú hasznosítási eljárásban a földhivatalnak benyújtandó dokumentum.
- Rekultivációs talajvédelmi terv. Korábban valamilyen kivett terület mezőgazdasági visszaállítása, sérült mezőgazdasági területek helyreállításához, illetve időleges más célú hasznosítási engedély kérelmezésekor szintén az illetékes földhivatalnak benyújtandó dokumentum.
- Ültetvénytelepítési talajvédelmi tervek. Szőlő és gyümölcs ültetvények létesítését megelőzően, mint állókultúra beruházást megalapozó dokumentum. Az illetékes növény és talajvédelmi hatóságnak benyújtandó dokumentum.
- Öntözési talajvédelmi terv. Öntözőtelepek kialakításakor, kutas, vagy felszíni vízből történő öntözés engedélyezésekor egyaránt szükséges. A talajvédelmi tervez az öntözéseket engedélyező, területileg illetékes katasztrófavédelmi igazgatóságra szükséges benyújtani.
- Hígtrágya elhelyezést megalapozó talajvédelmi terv. A hígtrágya mezőgazdasági hasznosítása jelenleg bejelentésköteles tevékenység. A növény és talajvédelmi hatóságnál a bejelentés regisztrálási eljárása során az alapdokumentum az érintett területre vonatkozó talajvédelmi terv.
- Szennyvíz, szennyvíziszap, szennyvíziszap komposzt elhelyezési talajvédelmi terv. Ezek a tervez az engedélyező növény és talajvédelmi hatóságra nyújtandók be.
- Tereprendezési talajvédelmi terv. Mezőgazdasági tereprendezés esetén a kiviteli terv mellett az engedélyező talajvédelmi hatóság részére benyújtandó dokumentum.
- Talajjavítási talajvédelmi terv. Szikes talajok javítása, savanyú talajok javítása (meszezés), illetve az alacsony szervesanyag-tartalmú talajok javítása érdekében készíteni tervtípusok.
- Kezelt mederiszapok és talajjavító mederanyag engedélyezési eljárásához kapcsolódó talajvédelmi terv. (190/2023. (V. 22.) Korm. rendelet alapján)

## Érvényesség
Az elkészült talajvédelmi tervek – ha a tervben foglalt egyéb feltételek nem változnak – alapvetően öt évig érvényesek és a készítést követően felhasználhatók. Ebből következően a talajvédelmi tervek alapján kiadott engedélyek is öt évig érvényesek, legalább is ezt követően ellenőrző talajvédelmi tervek készítésével és a hatóságnak történő benyújtásával az engedélyek megújíthatók. Az ellenőrző talajvédelmi tervek szakmai követelményeit szintén a 90/2008. (VII. 18.) FVM rendelet tartalmazza. 